# Jean Volff
Ne doit pas être confondu avec Jean Wolff.
Jean Volff, né le 10 août 1938 à Dakar (Sénégal, alors AOF), est un magistrat français, avocat général honoraire à la Cour de cassation et ancien procureur général près la Cour d'appel de Toulouse. Il a mené de front sa carrière de magistrat au Parquet et diverses responsabilités au service des Églises protestantes. Il est l'auteur de nombreux ouvrages et articles liés au droit, à l'histoire locale et au protestantisme.

## Biographie
Issu de familles alsaciennes luthériennes, tant du côté de son père, Georges Volff, colonel d'infanterie de marine, que de celui de sa mère, Elisabeth Muller, Jean Georges Pierre Volff est né le 10 août 1938 à l'hôpital militaire de Dakar où son père était officier d'ordonnance du gouverneur général de l'Afrique-Occidentale française (AOF).
Après une scolarité au lycée Turgot à Paris et au lycée Gerville-Réache en Guadeloupe, il fait ses études à la Faculté de droit  de Paris et à la Sorbonne et intègre le Centre national d'études judiciaires – devenu par la suite l'École nationale de la magistrature (ENM).
Il est successivement nommé substitut du procureur de la République à Metz (1966-1974), procureur de la République à Bar-le-Duc (1974-1976), à Saverne (1977-1979), procureur-adjoint à Strasbourg (1979-1984), procureur à Mulhouse (1984-1990), procureur général près la Cour d'appel d'Agen (1990-1994), puis celle de Toulouse (1994-2003).
Officier de réserve, il réussit le concours du Service d’État Major et atteint le grade de colonel.
En parallèle il exerce des responsabilités au sein de l'Église et, au printemps 2003, ancien vice-président (1980/1990), il est sur le point de succéder à Marc Lienhard à la présidence du Directoire de l'Église de la Confession d'Augsbourg d'Alsace et de Lorraine (ECAAL), lorsqu'éclate à Toulouse l'affaire Alègre qui le met en cause avec d'autres personnalités telles que Dominique Baudis, ancien maire de la ville. Jean Volff – que Georges Fenech décrit comme « un homme au-dessus de tout soupçon » – est alors confronté à un emballement judiciaire et médiatique que l'on a pu comparer à celui qui a accompagné l'affaire d'Outreau. D'abord désavoué par la Chancellerie, il accepte de quitter Toulouse pour un poste d'avocat général à la Cour de cassation. Quelques mois plus tard, le caractère infondé des allégations ayant été établi, les accusatrices seront mises en examen; puis condamnées le 26 mars 2009, respectivement à deux et trois ans de prison avec sursis par le Tribunal correctionnel de Toulouse, l'enquête est close en octobre 2004 et un non-lieu est finalement prononcé en mars 2005. Jean Volff prend sa retraite à Strasbourg en 2006 et peut désormais s'exprimer en publiant Un procureur général dans la tourmente : les dérives de l'affaire Alègre, complété en 2013 par un autre ouvrage, Servir, qui met en perspective son propre parcours et la mutation de la société depuis la Seconde Guerre mondiale.
De 2005 à 2009, il a présidé la Commission Justice et Aumônerie des prisons de la Fédération protestante de France.
Jean Volff est marié et père de deux enfants.

## Distinctions
Jean Volff est officier de la Légion d'honneur, commandeur de l'Ordre national du Mérite et médaille d'or des services militaires volontaires.

## Publications

### Ouvrages
- La législation des cultes protestants en Alsace et en Moselle, Oberlin, Strasbourg, 1993
- (en collaboration) Le guide du droit local. Le droit applicable en Alsace et en Moselle de A à Z, Institut du droit local alsacien-mosellan, Strasbourg, 1996, 2002 et 2015
- Le ministère public, Presses universitaires de France, coll. « Que sais-je ? », no 3394, Paris, 1998 ; traduction en arabe, casbah éditions, Alger, 2006
- Le droit des cultes, Dalloz, Paris, 2005
- Un procureur général dans la tourmente : les dérives de l'affaire Alègre, L'Harmattan, Paris, 2006
- Servir : un magistrat acteur et témoin de son siècle, Do Bentzinger, Colmar, 2013
- (en collaboration) Dictionnaire biographique des protestants français de 1787 à nos jours, Editions de Paris Max Chaleil, Paris, tome 1, 2015, tome 2, 2020, tome 3, 2022, tome 4, 2024
- Dictionnaire juridique et pratique des Églises protestantes d'Alsace et de Lorraine, Olivétan, Lyon, 2016
- L'Église protestante mixte d'Algérie. Une première expérience d'union luthéro-réformée (1830-1908), Olivétan, Lyon, 2020
- "La vie syndicale", in Bernard Beignier, Jean Villacèque, Jean Volff (dir.), Droit et déontologie des magistrats,  LGDJ, Paris, 2022

### Articles
- « La dissuasion nucléaire, une contribution à la paix », in Vivre en paix dans un monde sans paix, Oberlin, Strasbourg, 1982
- « Le registre des délibérations du consistoire d'Ingenheim (1823-1837) », in Bulletin de la Société d'histoire et d'archéologie de Saverne et environs (BSHASE), 1987, p. 47-54
- « La réforme des consistoires », in Le Messager évangélique, 1987, no 36, p. 4-5
- « Un hasardeux échange de cures, Alteckendorf-Sessenheim (1807-1808) », in BSHASE, 1989, p. 57-61 et 1990, p. 41-42
- « Un notable protestant de Bouxwiller, Jean Frédéric Abert, huissier royal (1790-1848) », in BSHASE, 1990, p. 23-28
- « La réforme des paroisses », in Le Messager évangélique, 1992, no 17
- « Cultes protestants. Textes commentés », in JurisClasseur Alsace-Moselle, fasc. 233, LexisNexis SA, Paris, 1993, 2006, 2015 et 2025
- « Un coup pour rien ! L'injonction pénale et le Conseil constitutionnel », in Recueil Dalloz, 1995, Chronique, p. 201-204
- « Une vocation douteuse : Jean Frédéric Guillaume Schneider, pasteur à Ringendorf (1837-1856) », in BSHASE, 1995, p. 37-43
- « Le droit d'agir des associations. Vers la privatisation de l'action publique ? », in Annales de l'université des sciences sociales de Toulouse, Tome XLIV, 1996, p. 53-62
- « Le conseil commun des Églises protestantes », in Revue du droit local, no 25, 1998, p. 12-18
- « La protection de la liberté du culte en droit local », in Revue du droit local, no 25, 1998, p. 12-18
- « La composition pénale : un essai manqué ? », in La Gazette du Palais, 26-28 mars 2000, p. 559-563
- « Régimes des cultes et laïcité : la loi du 9 décembre 1905, 95 ans après sa promulgation », in La Gazette du Palais, 4 juillet 2001, doctrine, p. 2 à 8
- « L'Église de la Confession d'Augsbourg ou l'absence de droit ecclésial ? » (en collaboration avec Jean-Daniel Birmelé), in Francis Messner et Solange Wydmusch (dir.), Le droit ecclésial protestant, Oberlin, Strasbourg, 2001, p. 83-103
- « Le décret du 29 janvier 2001 : les délégués du procureur au secours de la composition pénale », in La Gazette du Palais, 24-25 octobre 2001, p. 1584-1587
- « Le secret dans les Églises protestantes », in Revue de Droit Canonique, Tome 52/2, Strasbourg, 2002
- « L'ordonnance pénale en matière correctionnelle », in Recueil Dalloz, 2003, Chroniques, p. 2777-2780
- « La privatisation rampante de l'action publique », in La Semaine juridique (édition générale), 30 juin 2004, no 27
- « Contrat de travail, ministre du culte, pasteur, association cultuelle membre de la FPF, note sous Cass.Soc. 12 juillet 2005 », , in La semaine juridique, (édition générale), 12 avril 2006, no 10060
- « Une Église protestante unie en Algérie », in Positions luthériennes, no 1, 2007, p. 71-76
- « Un exemple de manipulation de l'opinion : l'affaire Alègre », in Constructif, no 16, février 2007, p. 17 à 19
- « Les évolutions de la procédure pénale en Europe après 1945 », in Droit pénal, septembre 2007, no 9
- « Les Schneider, pasteurs à Alteckendorf (1802-1851) », in BSHASE, 2008, p. 27-32
- « La liberté de conscience et la convention européenne des droits de l'homme », in Présence protestante dans l'histoire de Limoges (sous la direction de Pierre-Marc Lachaud), Pulim, Limoges, 2010, p. 248 à 255
- « Vers l'Église protestante unie de France : le luthéranisme aura-t-il encore un avenir ? », in Positions luthériennes, 59e année, no 1, janvier-mars 2011, p. 27-34
- « Le financement des églises protestantes », in Positions luthériennes, 61e année, no 2, avril-juin 2013, p. 153-165 ; traduction en anglais in Public Funding of Religions in Europe, sous la direction de Francis Messner, Ashgate, Farnham (GB), 2014
- « Alertes sur le droit local des cultes : à propos de la QPC no 2012-297 », in Revue du droit local, no 68, 2013, p. 16-20
- « Laïcité, liberté religieuse et cohésion sociale », in Positions luthériennes, 64e année, no 1, janvier-mars 2016, p. 77-92
- « La politique religieuse de la France en Algérie de 1830 à 1962 », in Positions luthériennes, 67e année, janvier-mars 2019, p. 61-76
- « L'apôtre de l'Algérie : le pasteur alsacien Jacques Timothée Dürr (1796-1876) », in Revue d'histoire du protestantisme, tome 4, janvier-mars 2019, p. 133-148
- « Dix figures laïques du consistoire d'Alger (1839-1872) », in Revue d'histoire du protestantisme, tome 5, avril-septembre 2020, p. 252-285
- « Pasteurs alsaciens présents en Algérie jusqu'en 1870 », in Positions luthériennes, 69e année, avril-juin 2021, p. 133-164
- « Trois colonies protestantes en Oranie - Les Trois Marabouts, Guiard, Ténézera », in Mémoire Plurielle, Les cahiers d'Afrique du Nord, no 104, décembre 2021-mars 2022
- « La compagnie genevoise des colonies suisses de Sétif », in Mémoire Plurielle, les cahiers d'Afrique du Nord, no 106, septembre-octobre-novembre 2022, p. 8-14.
- "Le pasteur Pierre Mouline et la tentation du pouvoir", in Positions luthériennes, n°2, avril-juin 2023, p. 147-178.
- "Les premiers pasteurs d'Alger (1835-1853), in Revue d'histoire du protestantisme, tome 9, juillet-septembre 2024, p. 387-404.
- "Un enfant perdu d'Alteckendorf : le pasteur Georges Gebhard (1815-1857), in Pays d'Alsace, n° 290, I-2025, p.33- 39.